# Marfik
Marfik eller Lambda Ophiuchi (λ Ophiuchi, förkortat Lambda Oph, λ Oph) som är stjärnans Bayerbeteckning, är en dubbelstjärna belägen i den nordvästra delen av stjärnbilden Ormbäraren. Den har en genomsnittlig skenbar magnitud på 3,90 och är synlig för blotta ögat. Baserat på parallaxmätning inom Hipparcosuppdraget på ca 19,6 mas, beräknas den befinna sig på ett avstånd av ca 170 ljusår (51 parsek) från solen.

## Nomenklatur
Lambda Ophiuchi har det traditionella namnet Marfik (eller Marsik), vilket betyder "armbågen" på arabiska. År 2016 organiserade Internationella astronomiska unionen en arbetsgrupp för stjärnnamn (WGSN) med uppgift att katalogisera och standardisera riktiga namn för stjärnor. WGSN fastställde namnet Marfikför den här stjärnan den 12 september 2016, som nu är inskrivet i IAU:s Catalog of Star Names.

## Egenskaper
Marfik är en blå stjärna i huvudserien av spektralklass A0V+. Den har en massa som är 1,9 gånger större än solens massa och en uppskattad radie som ca 2,5 gånger större än solens. Den utsänder från dess fotosfär 17 gånger mera energi än solen vid en effektiv temperatur på ca 9 260 K.
Marfiks två komponenter kretsar kring varandra med en omloppsperiod på 129 år.